# ロジャーバローズ
ロジャーバローズ（欧字名:Roger Barows、2016年1月24日 - 2024年6月25日）は、日本の競走馬・種牡馬。2019年の東京優駿の勝ち馬である。

## 経歴

### デビュー前
2016年1月24日、新ひだか町の飛野牧場で生まれる。
同年7月12日、セレクトセール当歳馬市場に上場（上場番号410）され、猪熊広次によって7800万円で落札される。セール後はノーザンファーム空港牧場A1厩舎で育成された。

### 2歳（2018年）
8月18日の新潟競馬場芝2000mの新馬戦に戸崎圭太とのコンビでデビューした。レースは道中5番手を追走して直線楽に抜け出して快勝した。
その後は特別の紫菊賞がアドマイヤジャスタの2着となりこの年を終える。

### 3歳（2019年）
年明けの福寿草特別を勝って、初の重賞挑戦となったスプリングステークスは初の長距離遠征が影響して7着となり、京都新聞杯へ駒を進めた。最初、四位洋文が騎乗予定だったが騎乗停止になり鞍上は浜中俊に乗り替わった。レースは逃げて、最後の直線は逃げ切りを図るが、レッドジェニアルに差されて2着に敗れた。なお5月16日にキセキ、サートゥルナーリアらと共に凱旋門賞(パリロンシャン競馬場・10月6日)に登録したことがJRAから発表された。
迎えた第86回東京優駿では同厩舎のサートゥルナーリアが単勝1.6倍の1番人気に押される中、ロジャーバローズは単勝93.1倍の伏兵扱いとされていた。しかしレースはリオンリオンが1000mを57秒8のペースで逃げ、離れた2番手をマイペースに追走。直線に入ると早めに追い出して先頭に立ち、差を詰めるダノンキングリーをクビ差凌いで優勝。元号が令和となって最初の東京優駿優勝馬となった。単勝2桁人気馬のダービー勝利は1966年のテイトオー以来53年ぶり、鞍上の浜中俊は6回目の挑戦でダービージョッキーとなった。
ダービー制覇後は、6月1日に凱旋門賞への挑戦が決定。一旦放牧へ出されたのち、7月19日に厩舎へ帰厩し、凱旋門賞へ向けた調整がなされていたが、8月6日のエコー検査で右前浅屈腱炎を発症していることが判明。同日のうちに現役引退および種牡馬入りが発表された。管理する角居調教師は引退について、「オーナーと相談した結果、残念ですが引退を決めました」と明らかにした。ダービーで鞍上を務めた浜中は「自分をダービージョッキーにしてくれた馬。早い時期の引退は残念ですが、命を落とすようなケガではなく幸いでした。無事に繁殖に上がれるのは良かったと思います。ディープインパクトも亡くなり、後継種牡馬としていい子孫を残してもらいたい。また、その子供でダービーに挑めたらいいなと思います」とコメントを寄せた。
同8月8日付でJRAの競走馬登録を抹消した。
2020年よりアロースタッドで種牡馬生活を送ることになった。2年ごとにイーストスタッドとアロースタッドを行き来する国内シャトル種牡馬として繋養される。

## 競走成績
以下の内容はnetkeiba.comの情報に基づく。
| 競走日     | 競馬場 | 競走名      | 格    | 距離（馬場）  | 頭 数 | 枠 番 | 馬 番 | オッズ （人気） | 着順 | タイム （上がり3F） | 着差 | 騎手      | 斤量 [kg] | 1着馬（2着馬）         | 馬体重 [kg] |
| ---------- | ------ | ----------- | ----- | ------------- | ----- | ----- | ----- | --------------- | ---- | ------------------- | ---- | --------- | --------- | ---------------------- | ----------- |
| 2018.08.18 | 新潟   | 2歳新馬     |       | 芝2000m（良） | 14    | 2     | 2     | 002.50（1人）   | 01着 | R2:02.5（35.8）     | -0.2 | 0戸崎圭太 | 54        | （ポイントオブオナー） | 484         |
| 0000.10.14 | 京都   | 紫菊賞      | 500万 | 芝2000m（良） | 7     | 4     | 4     | 004.20（3人）   | 02着 | R2:01.0（35.9）     | -0.2 | 0戸崎圭太 | 55        | アドマイヤジャスタ     | 484         |
| 2019.01.05 | 京都   | 福寿草特別  | 500万 | 芝2000m（良） | 6     | 4     | 4     | 002.30（1人）   | 01着 | R2:02.4（35.6）     | -0.3 | 0松山弘平 | 56        | （ハギノアップロード） | 500         |
| 0000.03.17 | 中山   | スプリングS | GII   | 芝1800m（良） | 16    | 8     | 15    | 005.10（2人）   | 07着 | R1:48.2（35.4）     | -0.4 | 0川田将雅 | 56        | エメラルファイト       | 500         |
| 0000.05.04 | 京都   | 京都新聞杯  | GII   | 芝2200m（良） | 14    | 3     | 3     | 005.20（2人）   | 02着 | R2:11.9（35.3）     | -0.0 | 0浜中俊   | 56        | レッドジェニアル       | 494         |
| 0000.05.26 | 東京   | 東京優駿    | GI    | 芝2400m（良） | 18    | 1     | 1     | 093.1（12人）   | 01着 | R2:22.6（35.1）     | -0.0 | 0浜中俊   | 57        | （ダノンキングリー）   | 486         |

- タイム欄のRはレコード勝ちを示す

## 種牡馬成績
2020年よりアロースタッドで種牡馬入り。初年度は97頭に種付けしている。また、北海道浦河町のイーストスタッドでも供用された。2021年産駒からはリステッド競走優勝馬としてオーキッドロマンス（2024年・ウッドバイン競馬場賞パラダイスステークス）を輩出している。
2024年5月上旬から疝痛を患い闘病していたが、6月24日になって悪化し翌25日深夜0時半に死亡した。8歳没。訃報は同日昼過ぎにJRAおよび管理していたジェイエスより公表された。一昨年の2022年には平成最後の東京優駿優勝馬となったワグネリアンも急死しており、僅か7年の間に平成最後と令和最初の東京優駿優勝馬がこの世を去るという事態となった。

## 血統表
| ロジャーバローズの血統                 | ロジャーバローズの血統                                 | ロジャーバローズの血統             | （血統表の出典）                   | （血統表の出典） |
| 父系                                   | サンデーサイレンス系                                   | サンデーサイレンス系               | サンデーサイレンス系               | [ § 2 ]          |
| 父 ディープインパクト 鹿毛 2002        | 父の父*サンデーサイレンス Sunday Silence 青鹿毛 1986   | Halo                               | Hail to Reason                     | Hail to Reason   |
| 父 ディープインパクト 鹿毛 2002        | 父の父*サンデーサイレンス Sunday Silence 青鹿毛 1986   | Halo                               | Cosmah                             |                  |
| 父 ディープインパクト 鹿毛 2002        | 父の父*サンデーサイレンス Sunday Silence 青鹿毛 1986   | Wishing Well                       | Understanding                      | Understanding    |
| 父 ディープインパクト 鹿毛 2002        | 父の父*サンデーサイレンス Sunday Silence 青鹿毛 1986   | Wishing Well                       | Mountain Flower                    |                  |
| 父 ディープインパクト 鹿毛 2002        | 父の母*ウインドインハーヘア Wind in Her Hair 鹿毛 1991 | Alzao                              | Lyphard                            | Lyphard          |
| 父 ディープインパクト 鹿毛 2002        | 父の母*ウインドインハーヘア Wind in Her Hair 鹿毛 1991 | Alzao                              | Lady Rebecca                       |                  |
| 父 ディープインパクト 鹿毛 2002        | 父の母*ウインドインハーヘア Wind in Her Hair 鹿毛 1991 | Burghclere                         | Busted                             | Busted           |
| 父 ディープインパクト 鹿毛 2002        | 父の母*ウインドインハーヘア Wind in Her Hair 鹿毛 1991 | Burghclere                         | Highclere                          |                  |
| 母 *リトルブック Little Book 鹿毛 2008 | 母の父Librettist 鹿毛 2002                             | Danzig                             | Northern Dancer                    | Northern Dancer  |
| 母 *リトルブック Little Book 鹿毛 2008 | 母の父Librettist 鹿毛 2002                             | Danzig                             | Pas de Nom                         |                  |
| 母 *リトルブック Little Book 鹿毛 2008 | 母の父Librettist 鹿毛 2002                             | Mysterial                          | Alleged                            | Alleged          |
| 母 *リトルブック Little Book 鹿毛 2008 | 母の父Librettist 鹿毛 2002                             | Mysterial                          | Mysteries                          |                  |
| 母 *リトルブック Little Book 鹿毛 2008 | 母の母Cal Norma's Lady 栗毛 1988                       | *リファーズスペシャル              | Lyphard                            | Lyphard          |
| 母 *リトルブック Little Book 鹿毛 2008 | 母の母Cal Norma's Lady 栗毛 1988                       | *リファーズスペシャル              | My Bupers                          |                  |
| 母 *リトルブック Little Book 鹿毛 2008 | 母の母Cal Norma's Lady 栗毛 1988                       | June Darling                       | *ジュニアス                        | *ジュニアス      |
| 母 *リトルブック Little Book 鹿毛 2008 | 母の母Cal Norma's Lady 栗毛 1988                       | June Darling                       | Beau Darling                       |                  |
| 母系(F-No.)                            | Fair Astronomer系(FN:16-f)                             | Fair Astronomer系(FN:16-f)         | Fair Astronomer系(FN:16-f)         | [ § 3 ]          |
| 5代内の近親交配                        | Lyphard 4×4、Northern Dancer 5×4･5                     | Lyphard 4×4、Northern Dancer 5×4･5 | Lyphard 4×4、Northern Dancer 5×4･5 | [ § 4 ]          |
| 出典                                   | 1. 2. 3. 4.                                            | 1. 2. 3. 4.                        | 1. 2. 3. 4.                        | 1. 2. 3. 4.      |

- 母リトルブックはイギリス産の牝馬で、10戦未勝利に終わった馬であった。半姉に、GI7勝馬ジェンティルドンナの母であるドナブリーニがいる[14]。
  - 2012年にタタソールズの繁殖牝馬セールに上場され、飛野牧場の依頼を受けた株式会社ジェイエスによって23万ギニーで落札された[15]。
  - 飛野牧場とジェイエスもその血統背景に注目して、リトルブックの落札を目標としてセリに臨んでいたという[15]。
- ジェンティルドンナとは従兄弟にあたり、ジェンティルドンナとは8分の7同血である。